# Роторные гидромашины
Ро́торные гидромаши́ны — это объёмные гидравлические машины, в которых вытеснители совершают вращательное или вращательно поступательное движение.
Классификация роторных гидромашин по принципу действия выглядит следующим образом:
1. Роторно-вращательнае гидромашины

- Шестерённые гидромашины

- С внутренним зацеплением

- С эвольвентным зацеплением
- Героторные

- С внешним зацеплением

- Винтовые гидромашины

- Одновинтовые
- Многовинтовые

1. Роторно-поступательные

- Пластинчатые

- Однократного действия
- Двукратного действия
- Многократного действия

- Роторно-плунжерные

- Аксиально-плунжерные

- С наклонным диском
- С наклонным блоком

- Радиально-плунжерные

- Однократного действия
- Многократного действия

Роторные гидромашины обычно состоят из следующих элементов: статора, ротора, связанного с валом гидромашины, и вытеснителей, осуществляющих вытеснение жидкости (в насосах).
К особенностям роторных гидромашин относятся:
- обратимость, то есть способность гидромашины работать как в режиме насоса, так и в режиме гидродвигателя;
- быстроходность — частоты вращения роторных гидромашин достигают 2-5 тыс. об/мин, некоторые образцы - до 10 тыс. об/мин;
- способность работать только на чистых жидкостях, не содержащих абразивных частиц.